# Беккер, Ицик Хаимович
Ицик Хаимович Беккер (также Исак или Исаак; 9 июля 1928, Биржай — 7 августа 1997, Томск) — математик, профессор на кафедре алгебры Томского государственного университета.

## Работы
- О голоморфах абелевых групп // Сибирский математический журнал. 1964. Т. 5, № 6;
- О совершенности голоморфов абелевых групп с автоморфизмом 2 // Известия вузов. Математика. 1966. № 5;
- О голоморфах нередуцированных абелевых групп // Там же. 1968. № 8;
- О группах скрещенных гомоморфизмов групп автоморфизмов абелевых групп без кручения // Там же. 1973. № 3;
- О голоморфах абелевых групп без кручения // Там же. 1974. № 3;
- Совместно с С. Я. Гриншпоном. Почти голоморфно изоморфные примарные абелевы группы // Группы и модули. Томск, 1976;
- Об определяемости редуцированных абелевых групп своими относительными голоморфами // Сибирский математический журнал. 1977. Т. 18. № 1;
- Совместно с С. К. Росошеком. Полиномиальная расщепляемость и слабо жесткие системы абелевых групп без кручения // Абелевы группы и модули. Томск, 1979;
- Определяемость редуцированных абелевых групп без кручения своими относительными голоморфами // Абелевы группы и модули. Томск, 1980 — Электронный ресурс: vital.lib.tsu.ru.;
- Первые группы когомологий над межпрямыми суммами М-сепарабельных типа р+ групп // Там же. 1981— Электронный ресурс: vital.lib.tsu.ru.;
- Совместно с В. А. Романовичем. Линейные операторы. Томск, 1982;
- Первые группы когомологий над сепарабельными абелевыми группами без кручения // Известия вузов. Математика. 1983. № 3;
- Совместно с С. К. Росошеком. Жорданова нормальная форма. Томск, 1983;
- Упражнения по алгебре. Томск, 1984;
- Совместно с С. Ф. Кожуховым. Автоморфизмы абелевых групп без кручения. Томск, 1988;
- Совместно с С. Я. Гриншпоном, В. А. Романовичем, А. М. Себельдиным. Линейные операторы векторных пространств. Томск, 1988;
- Совместно с С. Я. Гриншпоном, В. А. Романовичем, А. М. Себельдиным. Линейные операторы евклидовых и унитарных пространств. Томск, 1988;
- Линейные преобразования векторных пространств. Томск, 1988;
- Строение линейных операторов векторных пространств. Томск, 1993;
- Совместно с П. А. Крыловым, А. Р. Чехловым. Абелевы группы без кручения, близкие к алгебраически компактным // Абелевы группы и модули. 1994 — Электронный ресурс: vital.lib.tsu.ru.;
- О смешанных абелевых группах с период. группами автоморфизмов // Математические заметки. 1997. Т. 61. № 4.

## Архивные источники
- Архив ТГУ. Ф. Р-815. Оп. 56. Д. 127;
- Архив ТГУ. Ф. Р-815. Оп. 85. Д. 5928; Д. 1474;